# Tangara florida

La tangara florida (Tangara florida), también denominada tángara o tangara esmeralda o tangara orejinegra, es una especie de ave paseriforme de la familia Thraupidae, perteneciente al numeroso género Tangara. Es nativa del este de América Central y del noroeste de América del Sur. 

## Distribución y hábitat
Se distribuye por la pendiente caribeña de Costa Rica y oeste de Panamá, y desde el extremo oriental de Panamá, por la pendiente del Pacífico del oeste de Colombia, hasta el noroeste de Ecuador (hasta Pichincha). Registrada como de origen incierto en Nicaragua.
Esta especie es considerada localmente bastante común en sus hábitats naturales: el dosel y los bordes de bosques húmedos de estribaciones montañosas, entre 400 y 1200 m de altitud.

## Sistemática

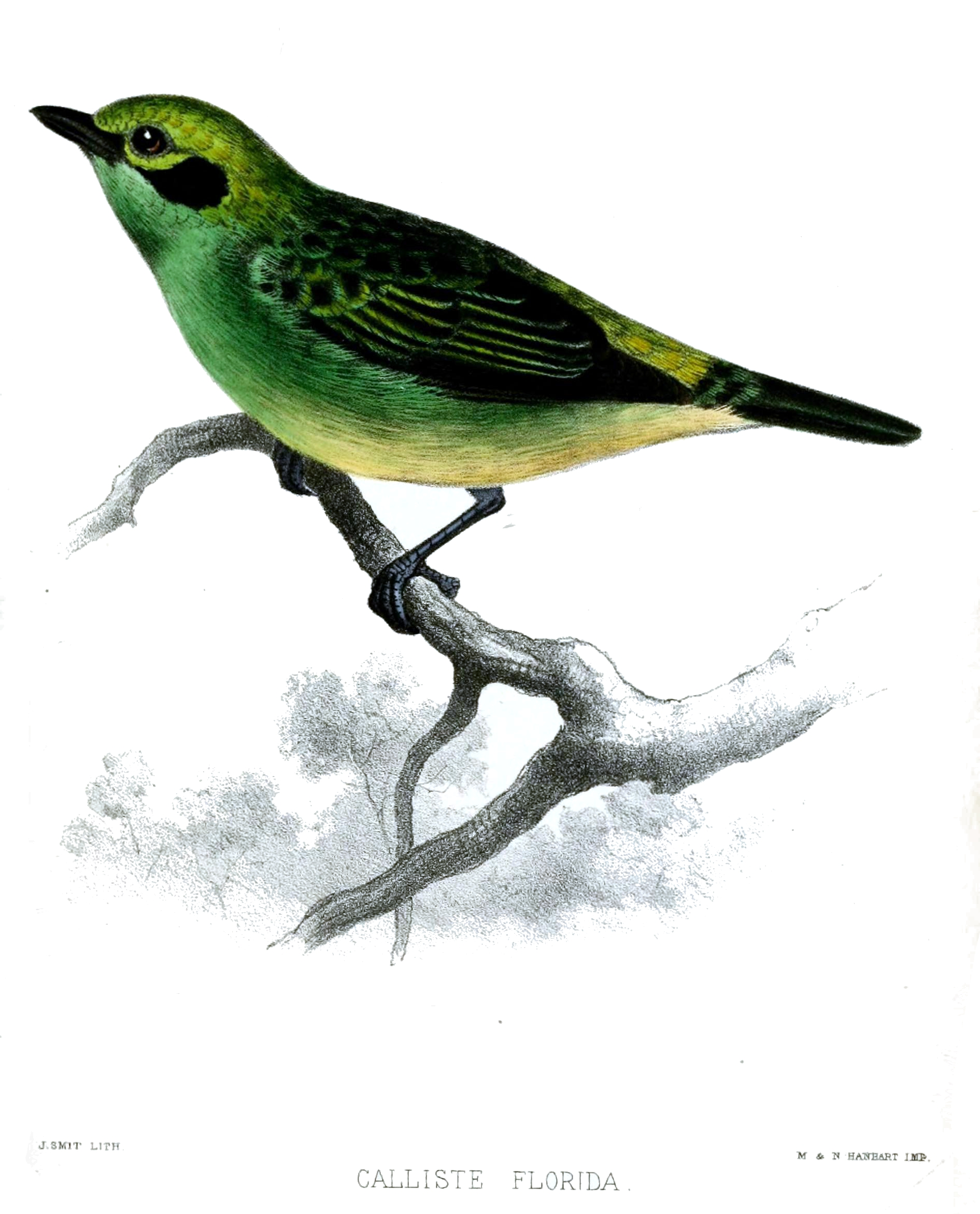
Calliste florida, ilustración de Smit en Proceedings of the Zoological Society of London, 1869.

### Descripción original
La especie T. florida fue descrita por primera vez por los zoólogos británicos Philip Lutley Sclater y Osbert Salvin en 1869 bajo el nombre científico Calliste florida; su localidad tipo es: «Costa Rica».

### Etimología
El nombre genérico femenino Tangara deriva de la palabra en el idioma tupí «tangará», que significa «bailarín» y era utilizado originalmente para designar una variedad de aves de colorido brillante; y el nombre de la especie «florida» proviene del latín «floridus»: florido, vistoso.

### Taxonomía
Los amplios estudios filogenéticos recientes demuestran que la presente especie es hermana de Tangara icterocephala, y el par formado por ambas es hermano de Tangara arthus.

### Subespecies
Según las clasificaciones del Congreso Ornitológico Internacional (IOC) y Clements Checklist/eBird v.2019 se reconocen dos subespecies, con su correspondiente distribución geográfica:
- Tangara florida florida (P.L. Sclater & Salvin, 1869) – pendiente caribeña de Costa Rica y oeste de Panamá.
- Tangara florida auriceps Chapman, 1914 –  extremo oriental de Panamá (Darién), oeste de Colombia y noroeste de Ecuador.

La forma descrita anchicayae se considera un sinónimo de auriceps.